# Classements des universités en France
 (août 2024).
Il n'existe pas de classement national des universités et des grandes écoles en France, mais seulement des classements basés sur la filière académique, les taux d'obtention d'une licence, d'un master, ou sur l'emploi après l'obtention du diplôme. Selon un rapport parlementaire du Sénat français, les classements universitaires mondiaux, notamment le Classement académique des universités mondiales, sont davantage pris en compte et connaissent un grand succès au cours de la dernière décennie. Le gouvernement français utilise également le classement de Shanghai comme classement national des universités et grandes écoles françaises.
Seuls Le Figaro, Le Parisien et L'Étudiant, à partir des chiffres des deux plateformes nationales d'accès à l'enseignement supérieur du gouvernement français Parcoursup et MonMaster, classent les meilleurs diplômes de licence et de master selon les taux de réussite,. Le Figaro, L'Étudiant et Le Nouvel Obs établissent également chaque année un classement des meilleures grandes écoles de commerce et d'ingénierie, accessibles uniquement sur concours très sélectif. Eduniversal propose des classements des diplômes de premier cycle et des cycles supérieurs des universités françaises dans certains domaines.
Certaines universités françaises figurent également en bonne place dans les classements universitaires mondiaux, avec cinq universités françaises (toutes situées à Paris) se classant dans le top 100 d'au moins l'un des trois principaux classements mondiaux : QS World University Rankings, Times Higher Education World University Rankings et Academic. Classement des universités mondiales.

## Les universités etgrandes écolesfrançaises dans les classements mondiaux
| Université ouGrande école                       | Departement        | ARWU (2023) | QS (2025) | THE (2024) |
| ----------------------------------------------- | ------------------ | ----------- | --------- | ---------- |
| Université PSL (dont 10 Grandes écoles)         | Paris              | 41          | 24        | 40         |
| Université Paris-Saclay (dont 4 Grandes écoles) | Essonne            | 15          | 73        | 58         |
| Sorbonne-Université                             | Paris              | 46          | 63        | 75         |
| Université Paris-Cité                           | Paris              | 69          | 302       | 152        |
| Université Grenoble-Alpes                       | Isère              | 101–150     |           |            |
| Université d'Aix-Marseille                      | Bouches-du-Rhône   | 151–200     |           |            |
| Université de Montpellier                       | Hérault            | 151–200     |           |            |
| Université de Strasbourg                        | Bas-Rhin           | 151–200     |           |            |
| Université Claude-Bernard-Lyon-I                | Rhône              | 201–300     |           |            |
| École normale supérieure de Lyon                | Rhône              | 201–300     |           |            |
| Université de Bordeaux                          | Gironde            | 201–300     |           |            |
| Université de Lorraine                          | Meurthe-et-Moselle | 301–400     |           |            |
| Institut polytechnique de Paris(Grande école)   | Essonne            | 301–400     | 46        | 71         |

### Classements nationaux des universités etgrandes écolespar filière académique

#### Droit

##### Classement QS des écoles de Droit
| Rank (1–5) | Law School                                                         | Rank (6–10) | Law School                                          |
| ---------- | ------------------------------------------------------------------ | ----------- | --------------------------------------------------- |
| 1          | École de droit de la Sorbonne, Université Panthéon-Sorbonne        | 6           | Faculté de droit J. Monnet, Université Paris-Saclay |
| 2          | Sciences Po Law School, Sciences Po                                | 7           | Faculté de droit de l'Université de Strasbourg      |
| 3          | École de droit de Pantheon Assas , Université Paris-Panthéon-Assas | 8           | Faculté de droit de l'Université Paris-Nanterre     |
| 4          | Université d'Aix-Marseille Faculté de Droit                        | 9           | Faculté de droit de l'Université Toulouse-Capitole  |
| 5          | Université Paris Dauphine-PSL                                      | 10          | Faculté de droit de l'Université de Rennes          |

##### Classement Le figaro des écoles de droit
Le classement du Figaro repose sur huit critères différents, dont la sélectivité sur Parcoursup, la proportion de CDI, le salaire mensuel net médian après une maîtrise en droit ou encore le nombre de docteurs universitaires admis au concours de l'agrégation de droit.
| Rang (1 à 10) | Faculté de droit                                              | Rang (11-20) | Faculté de droit                                     |
| ------------- | ------------------------------------------------------------- | ------------ | ---------------------------------------------------- |
| 1             | Faculté de droit Assas, Université Panthéon-Assas             | 11           | Faculté de Droit, Université Toulouse Capitole       |
| 2             | Faculté de droit de la Sorbonne, Université Panthéon-Sorbonne | 12           | Faculté de Droit, Université Côte d'Azur             |
| 3             | Faculté de droit, Université Jean Moulin (Lyon III)           | 13           | Faculté de Droit, Université de Lille                |
| 4             | Faculté de droit Malakoff, Université Paris Cité              | 14           | Faculté de Droit, CY Cergy Université Paris          |
| 5             | Faculté de droit, Aix-Marseille Université                    | 15           | Faculté de droit Montesquieu, Université de Bordeaux |
| 6             | Faculté de droit, Université Paris Nanterre                   | 16           | Faculté de Droit, Université de Montpellier          |
| 7             | Faculté de droit J. Monnet, Université Paris-Saclay           | 17           | Faculté de Droit, Université Paris-Est Créteil       |
| 8             | Faculté de droit, Université de Strasbourg                    | 18           | Faculté de Droit, Université d'Angers                |
| 9             | Faculté de droit, Université Lumière (Lyon III)               | 19           | Faculté de droit, Université de Bourgogne            |
| dix           | Faculté de Droit, Université de Rennes                        | 20           | Faculté de droit de Nancy, Université de Lorraine    |

#### Management
| Grande école                 | Le Figaro (2024) | L'Étudiant (2024) |
| ---------------------------- | ---------------- | ----------------- |
| HEC Paris                    | 1                | 1                 |
| ESSEC Ecole de Commerce      | 2                | 3                 |
| ESCP Ecole de Commerce       | 3                | 2                 |
| EDHEC Business School        | 4                | 4                 |
| EMLyon Business School       | 5                | 5                 |
| Skema Business School        | 6                | 6                 |
| IÉSEG Ecole de Management    | N/A              | 7                 |
| Néoma Business School        | 7                | 8                 |
| Kedge Business School        | 8                | 11                |
| Audencia Business School     | 9                | 8                 |
| Grenoble Ecole de Management | 10               | 14                |

#### Ingénierie
* Précision pour les classements "Le Figaro" : deux classements différents sont disponibles selon que la participation à une prépa est obligatoire ou non. Les écoles qui l'exigent sont souvent considérées comme plus prestigieuses. Le classement post-prépa est donc considéré comme le classement principal.
| Grande école              | Daur (2023) | Le Figaro (2024) and | L'Étudiant (2024) | L'Usine Nouvelle (2024) |
| ------------------------- | ----------- | -------------------- | ----------------- | ----------------------- |
| Ecole polytechnique       | 1           | 1                    | 1                 | 1                       |
| Mines Paris - PSL         | 2           | 2                    | 3                 | 2                       |
| ESPCI Paris - PSL         | 3           | 10                   | 30                | 11                      |
| CentraleSupélec           | 4           | 3                    | 6                 | 3                       |
| Ecole des Ponts ParisTech | 5           | 4                    | 11                | N/A                     |
| ENSTA                     | 6           | 6                    | 2                 | N/A                     |
| ENSAE                     | 7           | 9                    | 12                | 36                      |
| Télécom Paris             | 8           | 5                    | 7                 | N/A                     |
| Supaéro                   | 9           | 8                    | 16                | 13                      |
| Centrale Lyon             | 10          | 7                    | 9                 | 12                      |
| Centrale Nantes           | 19          | 11                   | 4                 | N/A                     |
| IMT Atlantique            | 14          | 14                   | 5                 | 17                      |
| Mines Nancy               | 12          | 14                   | 8                 | 5                       |
| mines St-Etienne          | 21          | 14                   | 10                | N/A                     |
| ESILV                     | 43          | 3*                   | 20                | 4                       |
| ECE                       | 91          | 9*                   | 47                | 7                       |
| EEIGM                     | 70          | 42*                  | 56                | 8                       |
| EFREI                     | 98          | 8*                   | 33                | 9                       |
| ESIEA                     | 79          | 19*                  | 36                | 10                      |

#### Politique

##### Classement des instituts de sciences politiques deChallenges
| Rang (1 à 5) | Grande école ! Rang (6-10)                                          | -  | 1                                                | Sciences Po (Paris) | 6 | Institut d'études politiques de Lyon |
| 2            | Institut d'études politiques de Bordeaux, Université de Bordeaux    | 7  | Sciences Po Strasbourg, Université de Strasbourg |                     |   |                                      |
| 3            | Sciences Po Lille, Université de Lille                              | 8  | Sciences Po Aix, Aix-Marseille Université        |                     |   |                                      |
| 4            | Institut d'études politiques de Grenoble, Université Grenoble Alpes | 9  | Sciences Po Toulouse                             |                     |   |                                      |
| 5            | Institut d'études politiques de Rennes, Université de Rennes        | 10 | Sciences Po Saint-Germain-en-Laye                |                     |   |                                      |

### Classement national des universités par taux de réussite en Licence
| Université                        | L'Étudiant (2024) |     |
| --------------------------------- | ----------------- | --- |
| Université de Haute-Alsace        | 1                 | 1   |
| Université d'Angers               | 2                 | 3   |
| Université Panthéon-Sorbonne      | 3                 | 4   |
| Université de La Rochelle         | 4                 | 16  |
| Université Panthéon-Assas         | 5                 | 2   |
| Université de Poitiers            | 6                 | 5   |
| Université de Clermont            | 7                 | 15  |
| Université de Lumière (Lyon II)   | 8                 | 13  |
| Université de Savoy               | 9                 | N/A |
| Université de Champollion (Albi)  | 10                | 12  |
| Université de Paris Nanterre      | 11                | 18  |
| Université de Rennes II           | 12                | 19  |
| Université de Pau                 | 13                | N/A |
| Université Paris-Saclay           | 14                | 7   |
| Southern Brittany University      | 15                | 10  |
| Université Jean Moulin (Lyon III) | 16                | 11  |
| Université de Corse               | 17                | 8   |
| Université de Brittany Occidental | 18                | 17  |
| Université de Franche-Comté       | 19                | N/A |
| Université Jean Monnet            | 20                | N/A |

### Classement national des universités par taux de réussite en Master
| Université                              | L'Étudiant (2024) |
| --------------------------------------- | ----------------- |
| Université de Versailles                | 1                 |
| Université de La Rochelle               | 2                 |
| Université de Toulon                    | 3                 |
| Université de Bordeaux                  | 4                 |
| Université de Montpellier               | 5                 |
| Université de Corse                     | 6                 |
| Université Jean Monnet                  | 7                 |
| Université Côte d'Azur                  | 8                 |
| Université d'Angers                     | 9                 |
| Université Jean Moulin (Lyon III)       | dix               |
| Université de Savoie                    | 11                |
| Université de Reims                     | 12                |
| Université Eiffel                       | 13                |
| Université de Caen Normandie            | 14                |
| Université de Perpignan                 | 15                |
| Université de Bourgogne                 | 16                |
| Université de Rennes                    | 17                |
| Université Paul Sabatier (Toulouse III) | 18                |
| Université Champollion (Albi)           | 19                |
| Université de Pau                       | 20                |